# Saint-Marcel-Paulel
Saint-Marcel-Paulel is een gemeente in het Franse departement Haute-Garonne (regio Occitanie) en telt 427 inwoners (2004). De plaats maakt deel uit van het arrondissement Toulouse.

## Geografie
De oppervlakte van Saint-Marcel-Paulel bedraagt 7,0 km², de bevolkingsdichtheid is 61,0 inwoners per km².
De onderstaande kaart toont de ligging van Saint-Marcel-Paulel met de belangrijkste infrastructuur en aangrenzende gemeenten.

## Demografie
De figuur toont het verloop van het inwonertal (bron: INSEE-tellingen).